# Moviment dels Treballadors Sense Sostre
El Moviment dels Treballadors Sense Sostre (portuguès: Movimento dos Trabalhadores Sem-Teto, abreujat MTST) és un moviment de caràcter social, polític i popular fundat l'any 1997 que advoca pel dret a l'habitatge, pel dret a la ciutat i per la disminució de la desigualtat social al Brasil.

## Història
Inicialment organitzat com un sector urbà del Moviment dels Treballadors Rurals Sense Terra (MST), en una època en què la població brasilera es concentrava cada vegada més als centres urbans, l'MTST va sorgir en el transcurs de les dificultats creixents pel que fa a l'accés a l'habitatge en els suburbis de les grans ciutats. La seva forma d'actuació principal és l'acció directa a través de l'ocupació de béns immòbils que no atenen a la seva funció social, estant també consolidat el seu protagonisme en els moviments socials a través de manifestacions a partir de les Protestes al Brasil de l'any 2013. Actualment el moviment organitza 55 mil famílies en 14 estats de Brasil.
Existeix certa controvèrsia sobre la legalitat de les ocupacions, essent classificades com «invasions» pels grans mitjans de comunicació i les autoritats locals. El moviment ha sofert la repressió en diversos moments durant la seva trajectòria, com l'any 2003 durant l'ocupació d'un terreny de l'empresa Volkswagen a São Bernardo do Campo i en el desallotjament de Pinheirinho, on un dels coordinadors nacionals de l'MTST va ser colpejat i detingut per la Guàrdia Municipal.
La coordinació del moviment va criticar l'execució del govern de Michel Temer del programa «Minha Casa, Minha Vida» el 2017 que va deixar de complir l'objectiu de lliurar 170 mil cases.
L'abril de 2018, l'MTST va ocupar l'habitatge tríplex que va ser atribuït a l'expresident Luiz Inácio Lula de la Silva a Guarujá. L'ocupació pretenia mostrar que l'immoble no li pertanyia.

## Connexions externes
- Web Oficial de l'MTST